# Riga tipografica
La riga tipografica è un'unità di misura assoluta per la lunghezza, usata esclusivamente in ambito tipografico. In ambito informatico è attualmente considerata equivalente a:
- 1⁄6 pollice
- 1⁄72 piede
- 12 punti
- 4,233 millimetri

## Storia
La riga tipografica ha origine intorno al 1785 in Francia quando Françoise-Ambrose Didot (1730-1804, figlio dello stampatore francese François Didot), perfezionò il sistema delle unità di misura tipografiche creato dal connazionale Pierre Simon Fournier le Jeune (1712-68). Sostituì il sistema di misura tradizionale cicéro, Petit-Roman, e Gros-Text con le dimensioni come "dieci-punti", "12-punti", ecc. per la progettazione tipografica.
Attualmente la riga non ha un valore fisso in tutto il mondo. Ne esistono tre tipi diversi:
- La riga Didot di 12 punti Didot, chiamata anche cicéro, vale: 12 × 0,376  = 4,512 mm o circa 0,177638 pollici.
- La pica statunitense pari a 0,16604 pollici (4,217 mm), come stabilita dalla United States Type Founders' Association nel 1886.[1][2]
- L'odierna pica informatica (abbreviata pc[3] o pi[4]) è definita come 1⁄72 dell'Anglo-Saxon compromise foot del 1959, ad esempio 4,233 mm o  0,166 pollici. Questa riga tipografica è stata fortemente promossa dall'Adobe PostScript e oggigiorno domina nella industria tipografica così come nel mondo informatico e nelle relative stampanti.

## Tecnica
Programmi famosi come Adobe InDesign e QuarkXPress indicano le misure in righe tipografiche mettendo le dimensioni intere alla sinistra di una 'p', seguita a destra dal numero di punti, come in: 5p6, che indica 5 pica e 6 punti, o 5½ pica.
La riga tipografica è usata anche nel processo di adattamento del testo, in tal caso la larghezza del carattere viene misurata in caratteri per riga tipografica (cpp). Siccome i libri sono spesso stampati con tipi di carattere proporzionali, i cpp di un determinato tipo di carattere sono di solito un numero frazionario. Ad esempio, un carattere di 11 punti (come Helvetica) può avere 2.4 cpp, così che una riga di 5 pollici (30 pica) di una normale pagina del libro formato 6 × 8 pollici conterrebbe circa 72 caratteri (spazi inclusi).
Da notare come tutte queste definizioni differiscono dalla definizione di riga tipografica presente nelle macchine per scrivere che corrisponde alla dimensione del tipo di carattere in cui ci sono dieci caratteri per pollice (CPI) orizzontale.